# Parveen Shakir
Parveen Shakir (Karachi, 24 novembre 1952 – Islamabad, 26 dicembre 1994) è stata una poetessa pakistana, vincitrice con il suo primo libro Khushboo il premio Adamji Award 1976, il più importante premio letterario del Pakistan; successivamente ha ricevuto il premio Pride of Performance 1990, uno dei più alti riconoscimenti del Pakistan.
Nel 2013, l'ufficio postale pakistano ha emesso un francobollo commemorativo in occasione del diciannovesimo anniversario della sua morte.

## Opere
- Khushboo (1976)
- Sad-barg (1980)
- Khud-kalaami (1990)
- Inkaar (1990)
- Maah-e-Tamaam (1994)